# Sobel (rapper)
Szymon Sobel, noto semplicemente come Sobel (Świdnica, 22 novembre 2001), è un rapper polacco.

## Biografia
È salito alla ribalta con la pubblicazione del singolo Impreza, che per aver venduto oltre 100 000 unità in territorio polacco ha ottenuto la certificazione di diamante dalla Związek Producentów Audio-Video. Il successo del pezzo ha permesso all'artista di firmare un contratto con la divisione polacca della Def Jam, parte del gruppo della Universal, attraverso la quale è stato messo in commercio l'EP di debutto Kontrast, certificato triplo platino dalla ZPAV. Il progetto discografico, promosso da una tournée a livello nazionale, contiene le tracce Daj mi znać e Każdego dnia, certificate rispettivamente quadruplo platino e diamante dallo stesso ente.
Nel 2021 il rapper è stato candidato per la prima volta nell'ambito del principale riconoscimento musicale polacco, i premi Fryderyk, e ha pubblicato il primo album in studio Pułapka na motyle, divenuto il 10º LP più venduto su supporto fisico dell'intero anno. L'LP ha esordito direttamente in vetta alla OLiS e ha superato la soglia delle 150 000 unità equivalenti, ottenendo quindi la certificazione di diamante. Il singolo Fiołkowe pole ha fruttato all'artista la sua prima entrata nella classifica radiofonica nazionale. Ha successivamente conseguito altre sette certificazioni di diamante dalla ZPAV per Testarossa, Wygladasz tak pięknie, Fiołkowe pole e Drobna zabawa (entrambi doppio diamante), e Bandyta.
Nel gennaio 2022 ha visto la sua prima numero uno nella hit parade radiofonica polacca con Cześć, jak się masz?, una collaborazione con Sanah certificata diamante. Ai Fryderyk annuali ha ricevuto tre nomination, tra cui una al cantautore dell'anno.
Nell'agosto 2024 è avvenuta la pubblicazione del suo secondo LP, dal titolo W związku z muzyką; si tratta del suo secondo disco al numero uno nella classifica LP polacca e a superare la soglia delle 30 000 unità vendute. W związku z muzyką ha generato due candidature ai premi Fryderyk, una per l'album hip hop dell'anno e l'altra per il singolo hip hop dell'anno grazie a Mama powtarzała.
Kochasz? (2024) è stato il primo singolo a essere certificato oro dalla Związek Producentów Audio-Video per le 125 000 zł, venendo riconosciuto tale nel febbraio 2025. È stato anche il primo a raggiungere il platino fissato alle 250 000 zł, risultato ottenuto il 26 marzo successivo. Lo stesso è uno degli estratti del terzo LP Napisz jak będziesz, reso disponibile nel mese successivo e certificato oro per le 15 000 unità cinque giorni dopo l'uscita. Il disco ha fatto l'ingresso direttamente al vertice della OLiS e ha piazzato cinque tracce nella top ten della hit parade contemporaneamente, di cui una in cima (Cha cha); Sobel ha così occupato la numero uno delle due graduatorie simultaneamente per la prima volta.

## Discografia

### Album in studio
- 2021 – Pułapka na motyle
- 2024 – W związku z muzyką
- 2025 – Napisz jak będziesz

### EP
- 2020 – Kontrast

### Singoli
- 2019 – Chcę żyć
- 2019 – Jeszcze raz
- 2019 – Wygladasz tak pięknie
- 2019 – Impreza
- 2019 – Kocham cię mamo
- 2019 – Padam na ryj
- 2020 – Presja
- 2020 – Tajne info
- 2020 – Każdego dnia (con Piotrek Lewandowski)
- 2020 – Dopiski
- 2020 – #Hot16Challenge2
- 2020 – Testarossa (con Wiatr e BE Vis)
- 2020 – Fiesta (con Deemz e Smolasty)
- 2020 – Jak ty (con Bober)
- 2020 – Raj (con Czarny Hi-Fi e Young Igi)
- 2020 – Kinol
- 2021 – Alien
- 2021 – To ja
- 2021 – Bandyta
- 2021 – Fiołkowe pole
- 2021 – Drobna zabawa (con Magiera)
- 2021 – Rutyna (con Deemz e Oki)
- 2021 – Patologiczny zew (con Deemz)
- 2021 – Cześć, jak się masz? (con Sanah)
- 2022 – Dzielny pacjent (con Oki e Young Igi)
- 2022 – Piękni ludzie
- 2023 – Uzi (con Białas e Deemz)
- 2023 – Sextape/MTW
- 2023 – 1000 lat (con Waima)
- 2024 – Sierra Papa (con Magiera)
- 2024 – Ile lat? (con Oki)
- 2024 – Mama powtarzała (con Deemz)
- 2024 – Boże (con Magiera)
- 2024 – Wynalazek Filipa Golarza (con Sanah e Kleks)
- 2024 – Kochasz? (con Francis e Deemz)
- 2025 – Szary blok (con Oki)
- 2025 – Z tyłu głowy (con Francis)
- 2025 – Dwoje ludzieńków (con Sanah)
- 2025 – Balasana (con Francis)
- 2025 – Cha cha (con Shdøw e Francis)

## Tournée
- 2020 – Kontrast tour
- 2021 – Pułapka na motyle
- 2024 – Muszę to wykrzyczeć tour